# Bodtjärnen (Lockne socken, Jämtland, 694522-146824)
Bodtjärnen är en sjö i Östersunds kommun i Jämtland och ingår i Ljungans huvudavrinningsområde.